# 島田市立島田第二中学校
島田市立島田第二中学校（しまだしりつしまだだいにちゅうがっこう）は静岡県島田市の公立中学校である。道を挟んで東側には、静岡大学教育学部附属島田中学校が隣接する。

## 特徴
本校は合唱が盛んであり、文化祭ではクラスごとに合唱を行い、外部から招き入れた審査員によって最優秀賞などが与えられる。
また吹奏楽も盛んであり、全国大会に出場している他、学区内の小学校向けに演奏会を開催している。

## 沿革
- 1957年 - 島田第一中学校幸町分校が独立し、市立島田第二中学校となる
- 1958年 - 市立島田第二中学校と市立大津中学校が統合し、「島田市立島田第二中学校」として開校　旧島田第二中は南校、旧大津中は北校として分散授業を行う
- 1959年 - 現在地に校舎が完成し移転　校歌制定
- 1962年 - プール完成
- 1964年 - 体育館完成
- 1965年 - 講堂完成
- 1969年 - 合唱部が全日本学生音楽コンクール合唱部門で全国優勝
- 1972年 - 夜間照明設備完成し点灯式を行う
- 1973年 - 合唱部が全日本学生音楽コンクール合唱部門で全国優勝
- 1977年 - 全日本吹奏楽コンクール中学の部で金賞受賞
- 1979年、1980年 - 同上
- 1980年 - こども音楽コンクールで吹奏楽が最優秀賞
- 1983年 - 同上
- 1988年 - 教室の窓ガラス6枚が割られる
- 10月 - 創立30周年記念式典を島田市民会館で開催
- 1989年 - こども音楽コンクール全国大会で文部大臣奨励賞を受賞
- 2000年 - 現校舎落成式
- 2001年 - 屋内運動場・武道館竣工式
- 2002年 - 第1回市民スポレック大会を体育館で開催
- 2011年 - 蛇口から緑茶が出る「学校給茶機」導入

## 進学前小学校
- 島田市立島田第三小学校（一部の地区）
- 島田市立島田第四小学校
- 島田市立島田第五小学校
- 島田市立大津小学校

## 学区
学区は以下の通り。
| 島田第三小学校区の一部 - 大川町 - 本通五丁目 - 本通六丁目 - 新町通 - 南一丁目 - 南二丁目 - 宝来町 - 高砂町 | 島田第四小学校区 - 本通三丁目 - 本通四丁目 - 幸町 - 中央町 - 柳町 - 大津通 - 新田町 - 本通七丁目 - 祇園町 - 中河町 - 旗指 - 元島田 - 元島田東町 - 松葉町 | 島田第五小学校区 - 旭一丁目 - 旭二丁目 - 旭三丁目 - 御仮屋町 - 宝来町 大津小学校区 - 上野田 - 東野田 - 西野田 - 落合 - 尾川 - 大草 - 千葉 - ばらの丘一丁目 - ばらの丘二丁目 |

## グランドデザイン

### 学校教育目標
- こころざしを持ち自分の道を切り拓く生徒

### 校訓
- 文化の薫る学校の創造

合言葉
愛・自治

### 二中3原則
1 生徒に自己決定の場を与えること
2 生徒に自己存在感を与えること
3 共感的人間関係を育成すること

## 周辺施設
- 静岡大学教育学部附属島田中学校
- 島田市立島田第四小学校
- 静岡市消防局島田消防署
- 島田市立総合医療センター
- 島田市総合スポーツセンター
- 藤枝バイパス・島田金谷バイパス 野田インターチェンジ

## 著名な卒業生

### 出身著名人
- 別所哲也（俳優）
- 山本真希（元サッカー選手）